# Weinviertler Sparkasse
Die Weinviertler Sparkasse AG war ein niederösterreichisches Bankunternehmen mit Sitz in Hollabrunn und Teil der Sparkassengruppe in Österreich. Es entstand 1824 als Vereinssparkasse. Die Sparkasse war Mitglied des Kooperations- und Haftungsverbundes der österreichischen Sparkassen und des Österreichischen Sparkassenverbands.
Ab 2009 war die Weinviertler Sparkasse eine 99,49-prozentige Tochter der Erste Bank Oesterreich. Mit dem 30. März 2011 kündigte die Erste Bank an, dass die Weinviertler Sparkasse und die Erste Bank der oesterreichischen Sparkassen AG sich am 9. September 2011 zu einem Institut zusammenschließen werden, was im selben Jahr geschah.

## Gründungsgeschichte
Ende September 1822 erfolgte ein Aufruf des Kreishauptmannes von Korneuburg, Czech, Sparkassen zu gründen. Dies erfolgte in Form eines Rundschreibens mit einem 1820 gedruckten Heft mit dem Titel „Errichtet Spar-Cassen!“. Nach dem Besuch des Hollabrunner Apothekers Ignaz Babo bei der Ersten österreichischen Spar-Casse in Wien, gelang es ihm, gemeinsam mit Pfarrer Strauß und Franz Gassner bis März 1824 einen aus 21 Mitgliedern bestehenden Verein zu gründen und das Gründungskapital in Höhe von 665 fl aufzubringen. Die Genehmigung zur Gründung erfolgte mit Dekret des Kreisamtes Korneuburg Anfang Mai 1824. Die Gründungsversammlung fand Ende Mai im Pfarrhof Oberhollabrunn statt. Die in dieser Versammlung beschlossenen Statuten wurden dem Kreisamt vorgelegt. Der Verein umfasste mittlerweile 41 Mitglieder, die zusammen 2.000 fl aufbringen wollten. Ende Juli wurden die Statuten und die Errichtung vom Kreisamt Korneuburg genehmigt. Ende Jänner 1825 konnte die Sparkasse eröffnet werden.

## Bauliche Entwicklung der Hauptanstalt
Die Sparkassenräumlichkeiten befanden sich zuerst im alten Rathaus (Sparkassegasse), danach in den privaten Räumlichkeiten des Apothekers Ignaz Babo (heutige Apotheke am Hauptplatz). 1843 wurde das heutige Sparkassengebäude erworben. 1870/1871 wurde das Haus Sparkassegasse 1 mit dem großen Sitzungssaal und Wohnungen für die leitenden Mitarbeiter errichtet, gleichzeitig erfolgte der Umbau des Sparkassengebäudes mit Einrichtung eines kleineren Sitzungssaales über dem Sparkasseneingang. 1924 größere Umbauarbeiten und Neugestaltung der Kassensaalräumlichkeiten. 1960, 1963, 1975 und 1988 fanden weitere Zu- und Umbauten und Umgestaltungen der Betriebsräumlichkeiten statt. 1995 folgte eine großzügige Neugestaltung der Sparkasse unter Einbeziehung der historischen Teile als Museumsbestand sowie 2000/2001 die Umgestaltung des Kundenbereiches und der internen Abteilungen mit Schaffung von Konferenz- und Schulungsräumlichkeiten.

## Fusionen
- 1991 Sparkasse Retz-Pulkau
- 2002 Sparkasse Eggenburg AG
- 2011 Übernahme durch die Erste Bank der österreichischen Sparkassen AG

## Gemeinnützige Projekte/Sponsoring
- 1906 600.000 K für den Bau einer Lehrbildungsanstalt
- 1919 164.000 K Grundeinlösung im ehemaligen Flüchtlingslager
- 1992 120.000 S Fahrzeug für Rotes Kreuz Hollabrunn
- 1993 100.000 S Fahrzeug für Rotes Kreuz Retz
- 1994 270.000 S Restaurierung der Pestsäule am Hauptplatz in Hollabrunn
- 1999 300.000 S an diverse gemeinnützige Institutionen und 25.500 S für die Errichtung eines Brunnens an die Stadtgemeinde Hollabrunn anlässlich des 175-jährigen Jubiläums der Sparkasse
- 2003 und 2004 je 25.000 Euro an Pfarre Eggenburg für die Renovierung der Pfarrkirche
- 2003 und 2004 je 40.000 Euro an die Krahuletzgesellschaft für Instandhaltung des Krahuletz-Museums

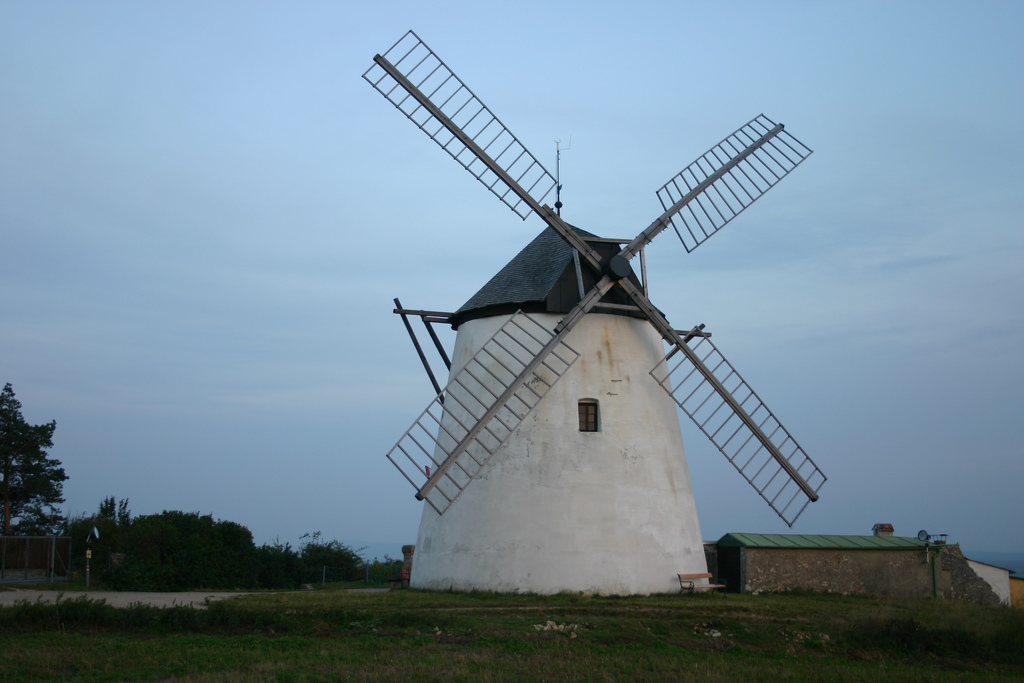
Windmühle in Retz

Die 2002 gegründete Privatstiftung Weinviertler Sparkasse trägt die Pflege und Förderung des Sparkassengedankens weiter und hat in den letzten Jahren folgende Projekte finanziell unterstützt:
- Sanierung Vereinshäuser Pfadfinder und Arminia sowie einer Fußgängerbrücke in Hollabrunn,
- Restaurierung einer gotischen Mondsichelmadonna und eines Glasfensters der Gartenstadtkirche Hollabrunn
- Errichtung eines Trinkbrunnens in Hollabrunn
- Restaurierung der Windmühle in Retz